# 門司區
門司區（日语：／ Moji ku */?）是日本福岡縣北九州市轄下的7個行政區之一，位於九州島最北端的企救半島，以關門海峽與山口縣下關市相隔，兩地之間有關門連絡船、關門隧道等交通方式可以往來，因此成為本州進入九州的入口。該區的主要市區及商業區位於西北部的門司港、門司港車站周邊。其前身為門司市，過去門司市的轄區即與現在的門司區相同。

## 歷史

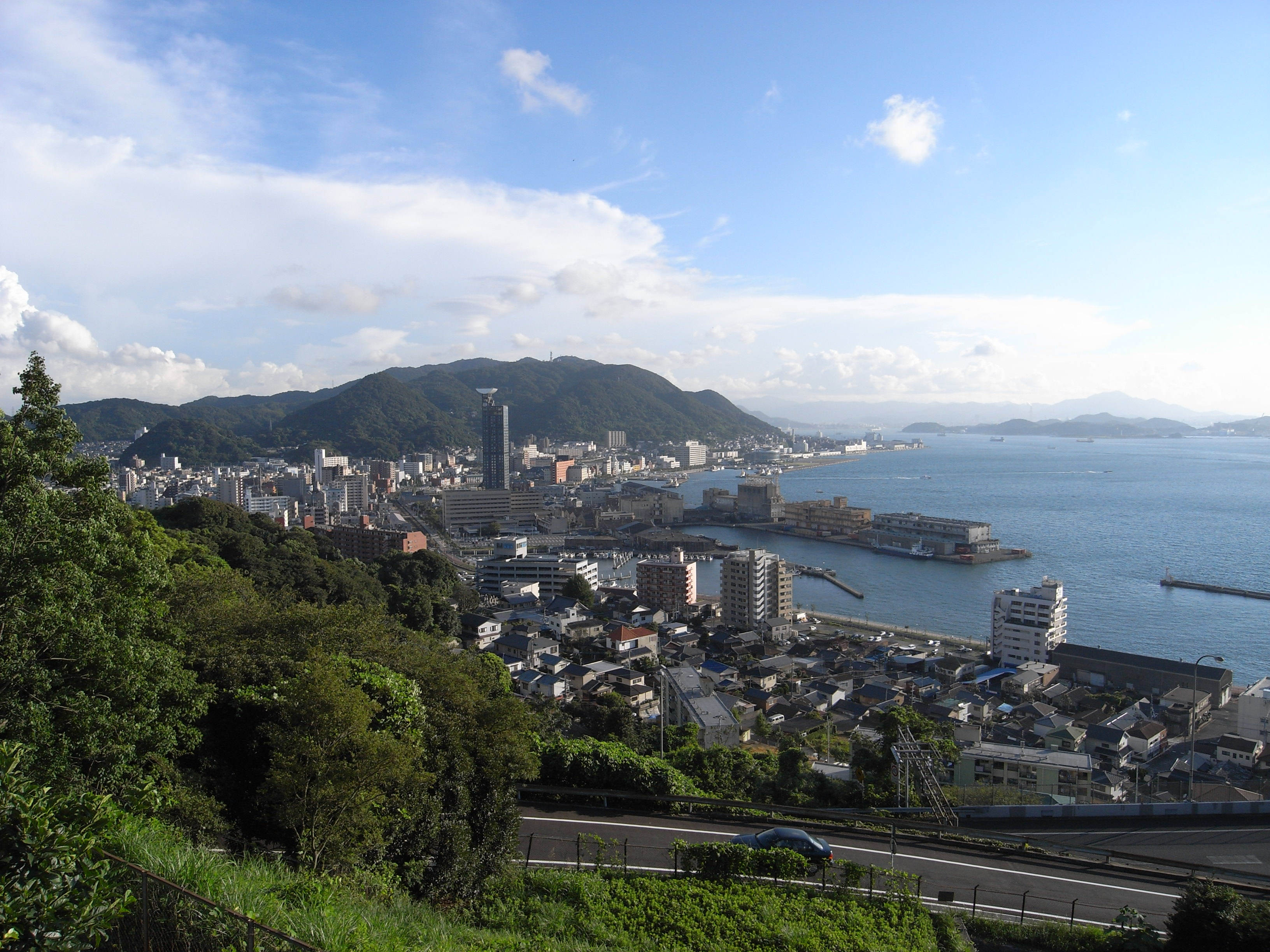
門司港周邊地區

本地在令制國時代屬於豐前國企救郡，由於位於九州與本州往來的要地，過去在奈良時代在此即設有關所，12世紀進一步在此建了門司城，15世紀後由於大內氏同時掌控了位於關門海峽兩岸的長門國及豐前國，此地成為大內氏的領地。16世紀毛利氏消滅大內氏後，一度成為毛利氏與大友氏爭奪的區域門司城，16世紀末豐臣秀吉完成九州征伐後，此地被封給其家臣毛利勝信，但此後本地的政治中心也轉至位於西側的小倉城。
1600年關原之戰後，毛利勝信因加入西軍戰敗而被德川家康流放，本地一度成為細川藤孝之子細川忠興小倉藩的領地，此後又因為細川氏改封至熊本藩，此地改成為小笠原氏的領地直到19世紀江戶時代結束。
1869年明治維新後，本地先後隸屬日田縣、小倉縣，直到1876年的第二次府縣整併中才隸屬福岡縣。1889年實施町村制，現在的門司區在當時分屬文字關村、柳浦村、東鄉村、松江村四個行政區劃；同時由於文字關村因成為煤炭的轉運港口，開始快速發展為港灣城市，1894年即更名並升格為門司町，1899年進一步升格為門司市，此後其餘三個行政區劃也先後併入門司市，而門司地區也因為地處九州與本州往來的交通要地，陸續與位於對岸的下關市之間興建了關門隧道、關門橋，同時也開設了關門連絡船的航線。
1963年，門司市與周邊的八幡市、戶畑市、小倉市、若松市合併為北九州市，同年由於北九州市升格為政令指定都市，因此將原屬門司市的區域設立為門司區。

## 交通

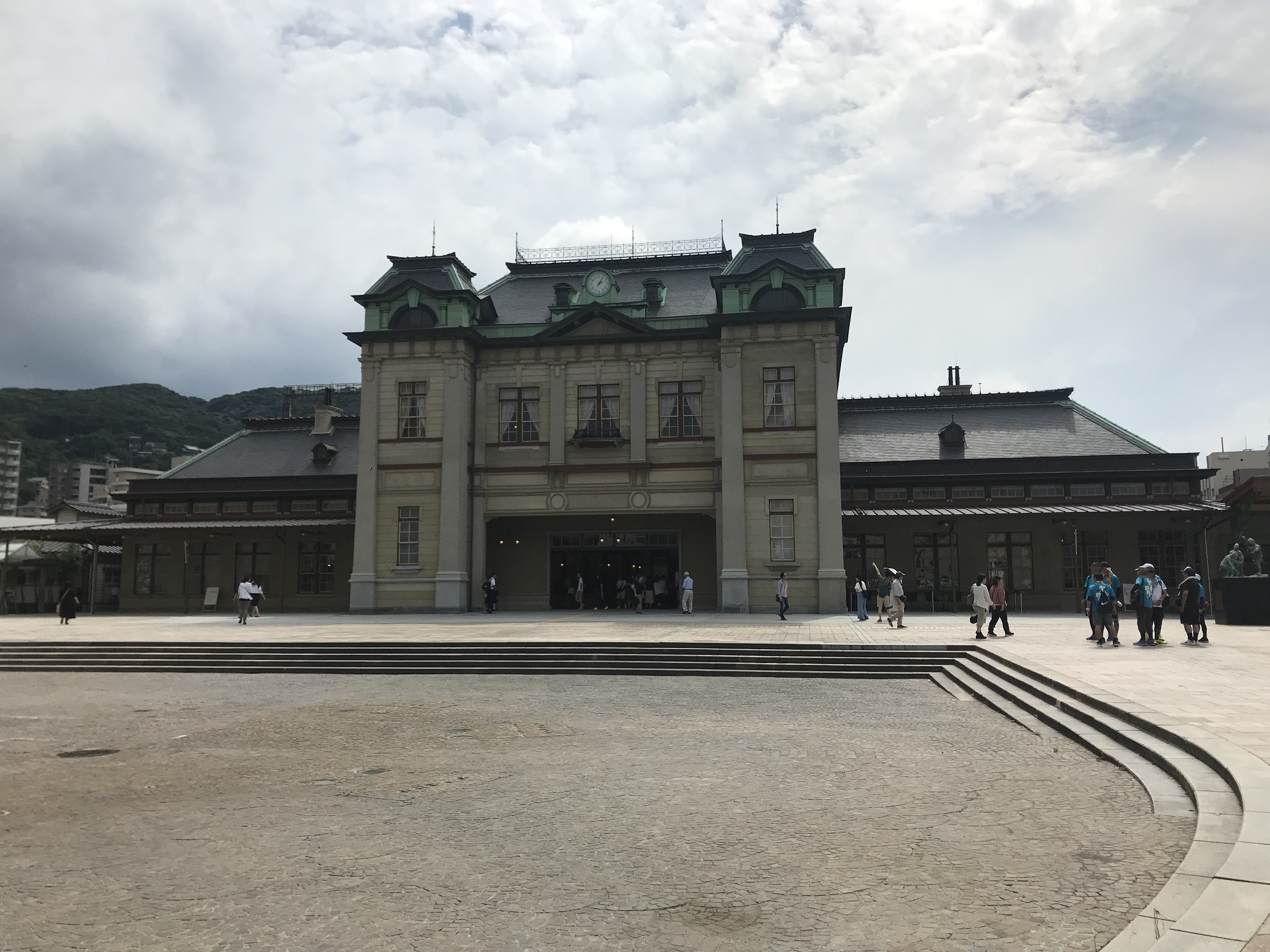
門司港車站

由於位於九州連結本州的要道，鐵路山陽本線和山陽新幹線在此建有關門隧道和新關門隧道連結日本九州對岸日本本州的下關市，而公路也有關門橋、關門隧道。
除了JR的山陽本線和山陽新幹線外，過去西日本鐵道在此區也曾有北九州線，但此路線已在2000年停止營運。

### 鐵路
- 九州旅客鐵道
  - 鹿兒島本線： 門司港車站 - 小森江車站 - 門司車站
- 西日本旅客鐵道
  - 山陽新幹線（通過轄區，但未設有車站）
- 平成筑豐鐵道
  - 門司港懷舊觀光線：九州鐵道紀念館車站 - 出光美術館車站 - 諾福克廣場車站 - 關門海峽布刈車站（日语：関門海峡めかり駅）

## 觀光資源

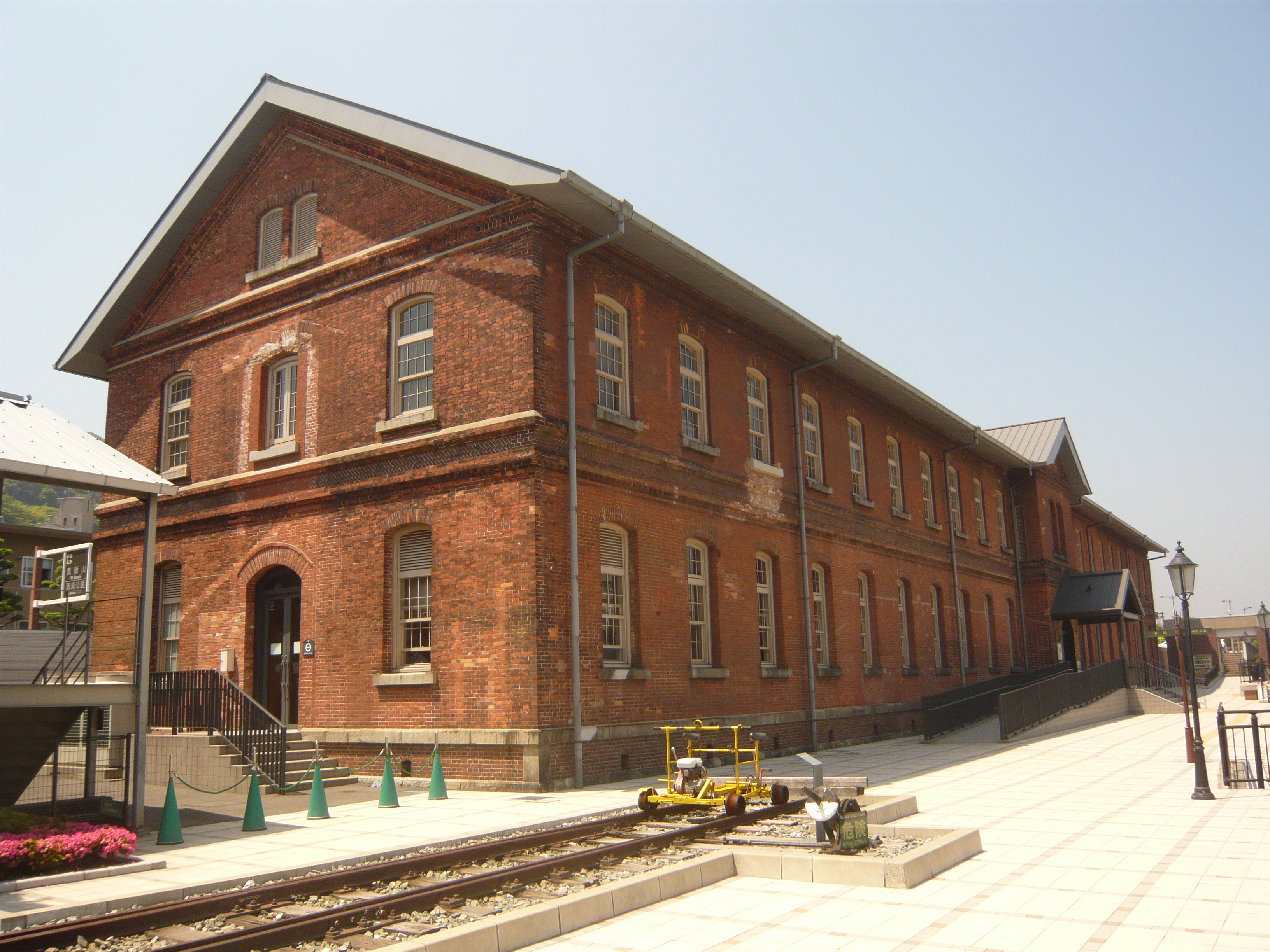
九州鐵道歷史博物館

- 門司港懷舊地區
- 關門海峽煙火大會（日语：関門海峡花火大会）（毎年8月）

## 教育

### 高等學校
- 福岡縣立門司大翔館高等學校
- 福岡縣立門司學園高等學校
- 敬愛高等學校
- 豐國學園高等學校
- 啟知高等學校